# Archie MacLaren
Archibald Campbell MacLaren, dit Archie MacLaren, est un joueur de cricket international anglais né le 1er décembre 1871 à Whalley Range, Manchester et mort le 17 novembre 1944 à Warfield dans le borough de Bracknell. Batteur au sein du Lancashire County Cricket Club de 1890 à 1914, il dispute 35 test-matchs avec l'équipe d'Angleterre de 1894 à 1909. Il est capitaine de la sélection de 1899 à 1902 et en 1909. Il réussit en 1895 une manche de 424 courses, un record du monde  en match répertorié « first-class » qui tient jusqu'en 1923.

## Bilan sportif

### Principales équipes
| Équipe                  | Test             |
| ----------------------- | ---------------- |
| Angleterre              | 1894 - 1909      |
| Équipe                  | First-class      |
| Lancashire              | 1890 - 1914      |
| Marylebone Cricket Club | 1896 - 1922-1923 |
| London County           | 1904             |

## Honneurs
- Un des cinq Wisden Cricketers of the Year de l'année 1895